# Джон Ливън
Джон Ливън (на шведски: John Gunnar Levén, по прякор Юмпа) е артистичен псевдоним на шведския рокмузикант, баскитарист Юн Гунар Левѐн.
Роден е на 25 октомври 1963 г. в шведската столица Стокхолм. Неговото име е свързано най-вече с шведската рок група „Юръп“, в която свири от 1981 г. Свирил е и с бившия басист на „Дийп Пърпъл“ Глен Хюз (1994) и финландската рок група „Брейзън Абът“ (1996 – 2003).

## Дискография

### С Юръп
- Юръп – Europe (1983)
- Юръп – Wings of Tomorrow (1984)
- Юръп – The Final Countdown (1986)
- Юръп – Out of This World (1988)
- Юръп – Prisoners in Paradise (1991)
- Юръп – Start from the Dark (2004)
- Юръп – Secret Society (2006)

### Други
- Глен Хюз – From Now On... (1994)
- Глен Хюз – Burning Japan Live (1994)
- Thin Lizzy Tribute – The Lizzy Songs (1995)
- Johansson Brothers – Sonic Winter (1996)
- Брейзън Абът – Eye of the Storm (1997)
- Clockwise – Nostalgia (1997)
- Брейзън Абът – Bad Religion (1998)
- Clockwise – Naïve (1998)
- Southpaw – Southpaw (1998)
- Thore Skogman – Än Är Det Drag (1998)
- Николо Коцев – Nikolo Kotzev's Nostradamus (2001)
- Брейзън Абът – Guilty as Sin (2003)
- Last Autumn's Dream – Last Autumn's Dream (2003)
- Jayce Landberg – Good Sleepless Night (2010)